# Проклятие Розовой пантеры
«Проклятие Розовой пантеры» (англ. Curse of the Pink Panther) — кинофильм, комедия. Седьмой фильм режиссёра Эдвардса Блейка из серии, продолжающий историю приключений инспектора Клузо после фильма «След Розовой пантеры».

## Сюжет
Инспектор Клузо исчез без следа, и правительство нанимает второго самого лучшего сыщика в мире, чтобы найти его. Как бы там ни было, враг Клузо, Дрейфус нанимает худшего сыщика — сержанта Клифтона Сли. Сли абсолютно некомпетентен, а вскоре выясняется, что он — американский кузен инспектора Клузо.

## В ролях
- Тэд Уосс — сержант Клифтон Сли
- Роджер Мур — инспектор Жак Клузо
- Дэвид Нивен — сэр Чарльз Литтон
- Роберт Вагнер — Джордж Литтон
- Герберт Лом — главный инспектор Шарль Дрейфус
- Капучине — леди Симона Литтон
- Роберт Лоджа — Бруно Лангоис
- Харви Корман — профессор Огюст Больс
- Бёрт Квук — Като Фонг
- Джоанна Ламли — графиня Чандра
- Грэм Старк — скучающий официант
- Лесли Эш — Джульета Шейн
- Андрэ Маранн — сержант Франсуа Дюваль
- Питер Эрн — генерал Буфони
- Пэтти Дэвис — Мишель Човин
- Стив Франкен — Харви Хэмилкард-третий

## Саундтрек
Музыку к фильму вновь написал композитор Генри Манчини, автор главной темы сериала.
1. Main Title (05:13)
2. Operation Paragon (01:17)
3. Sabotage (01:06)
4. Looking for a New Clouseau (00:46)
5. Clifton Sleigh Theme (03:38)
6. Mafia Lunch (01:04)
7. Airport Attempts (00:59)
8. Museum Clouseau (02:52)
9. The Mechanic Dog (00:14)
10. Arrival at Liton’s Chateau (01:15)
11. Car Chase (00:35)
12. On A Terrace with a Doll I (03:12)
13. On A Terrace with a Doll II (03:07)
14. Piano Source (01:54)
15. Mr.Chong (01:06)
16. Arrival in Valencia (03:46)
17. Las Fallas I (02:17)
18. Las Fallas II (01:54)
19. Café Olé (03:26)
20. Street Fighters (01:49)
21. Something For Clifton (04:13)
22. Up in the Air (02:13)
23. End Titles (03:54)
24. Main Title (Alternate) (05:12)
25. Operation Paragon (Alternate) (01:16)
26. Arrival in Valencia (Instrumental) (02:30)
27. Cafe Ole (Alternate) (02:46)
28. Bullfight (00:38)